# 牛来正夫
牛来 正夫（ごらい まさお、1916年5月4日 - 2002年2月4日）は、日本の地球科学者。専門は岩石学。学位は、理学博士（九州大学・1948年）（学位論文「岩石学的見地から見た斜長石双晶の研究」）。東京教育大学教授を歴任

## 略歴
福島県出身。東京高等師範学校卒業。東京文理科大学を経て東京教育大学理学部教授。
1948年、「岩石学的見地から見た斜長石双晶の研究」で、九州大学より理学博士の学位を取得。井尻正二の盟友として、地学団体研究会の創設に参加、その重鎮として岩石学分野の研究活動を指導。「斜長石双晶の型に関する岩石学的研究」で日本地質学会賞を受賞。この研究は国際的にも高い評価を受け、牛来の名を世界の岩石学界に知らしめた。後年は、地球膨張説に基づく独自の主張を展開した。藤田至則、木村敏雄らと共に、プレートテクトニクス論に批判的な立場を取ったが、その一方で、日本で最も早い時期に自分の研究室に同位体測定のための質量分析装置を導入し、門下の若手研究者と共に、岩石学の近代化に尽力した。
東京教育大学の「筑波移転」に反対の立場から、定年を待たず同大学を退官。日本学術会議会員を歴任。

## 著書
- 牛来正夫『日本列島のおい立ち』福村書店〈地球の歴史文庫〉、1951年。
- 牛来正夫『火成岩 第2版』民主主義科学者協会地学団体研究部会〈地学叢書〉、1952年。
- 徳田御稔編『現代の進化論 - どこに問題があるのか?』理論社、1953年。
- 牛来正夫『火成岩成因論 上』民主主義科学者協会地学団体研究部会〈地学双書〉、1955年。
- 牛来正夫『火成岩成因論 中』民主主義科学者協会地学団体研究部会〈地学双書〉、1957年。
- 牛来正夫『火成岩成因論 下』地学団体研究会〈地学双書〉、1958年。
- 牛来正夫『地球のひみつ』偕成社、1963年。
- 牛来正夫『地球のひみつ - 地球の科学』偕成社〈小学生百科〉、1967年。
- 牛来正夫編『地殻・岩石・鉱物』共立出版〈地球科学講座〉、1968年。
- 牛来正夫編『地球科学のすすめ』筑摩書房〈学問のすすめ〉、1970年。
- W. G. アーンスト 著、牛来正夫 訳『鉱物・岩石学入門』共立出版〈地球科学入門シリーズ〉、1970年。
- 牛来正夫『火成作用 - その地球史における展開』共立出版、1973年。
- 牛来正夫『火成論 - その地球進化論的序説』共立出版、1975年。
- 牛来正夫『火成論への道 - その遍歴の時代 上』「火成論への道」刊行会、1976年。
- 牛来正夫『火成論への道 - その遍歴の時代 下』「火成論への道」刊行会、1976年。
- 牛来正夫『地球の進化 - 膨張する地球』大月書店、1978年。
- 牛来正夫、周藤賢治『地殻・岩石・鉱物 第2版』共立出版〈地球科学講座〉、1982年。ISBN 4-320-04511-4。
- 牛来正夫『大陸地殻進化論序説』共立出版、1990年。ISBN 4-320-04651-X。
- 牛来正夫『一地質学者の半世紀』築地書館、1992年。ISBN 4-8067-1045-8。
- 周藤賢治、牛来正夫『地殻・マントル構成物質』共立出版、1997年。ISBN 4-320-04631-5。